# Riksidrottsmuseum
Riksidrottsmuseum är ett museum som ligger i Museiparken vid Djurgårdsbrunnsvägen 26 på Gärdet i Stockholm. Riksidrottsmuseum öppnades i nuvarande lokaler den 16 juni 2007. Från 2007 till 2020 hette museet Riksidrottsmuseet.

## Bakgrund
Riksidrottsmuseum är organisatoriskt en avdelning inom Riksidrottsförbundet och SISU Idrottsutbildarna och har till uppgift att samla, vårda, förvalta och tillgängliggöra idrottens kulturarv. Riksidrottsmuseum är beläget i Stockholm och verkar i hela landet.
Riksidrottsmuseum var öppet för allmänheten mellan 1992 och 1997 i lokaler vid Globen. Under de fem åren producerades drygt 30 utställningar, men även föreläsningar, bokdagar, idrottsuppvisningar och presskonferenser genomfördes. Museet arrangerade även årliga evenemang som bordshockeytävlingen Pucken Cup. År 1995 nominerades Riksidrottsmuseet till utmärkelsen Årets museum.
1997 flyttade museet från Globen och från publika lokaler. Museiverksamhet bedrevs i några år men blev sedan vilande. Vid Riksidrottsförbundets (RF:s) 100-årsjubileum 2003 överlämnade statsrådet Mona Sahlin regeringens och riksdagens gåva till RF i form av resurser till etablering och drift av ett museum för idrottens kulturarv. Riksidrottsstyrelsen tillsatte en arbetsgrupp som våren 2005 utarbetade ett förslag till program för museets verksamhet samt föreslog lokalisering av Riksidrottsmuseet i Telemuseums gamla lokaler i anslutning till Tekniska museet på Djurgården. Den 16 juni 2007 slog det nuvarande Riksidrottsmuseum upp sina portar för besökare igen.

## Verksamhet
Riksidrottsmuseum har ungefär 8000 föremål, fotografier, trycksaker och konst i sina samlingar. Museet bedriver även insamling av berättelser från idrotten.
Riksidrottsmuseums primära målgrupp är barn och unga och en stor del av den pedagogiska verksamheten vänder sig till skola och förskola. Visningar för vuxengrupper av olika slag är många, en del av dem sker som stadsvandringar på olika idrottsteman runt om i Stockholm. Föreläsningar och debattkvällar arrangeras regelbundet, gärna i samarbete med idrottshistoriska föreningar, universitet eller andra museer.
SportLab, Spelplatsen, Tiden och Tore-rummet i Konsthall 16 är alla basutställningar. Det är utställningar som finns under en längre period och som uppdateras hela tiden. Utöver det så byter Konsthall 16 utställningar två till tre gånger per år och museet öppnar ny tillfällig utställning ungefär vartannat år.
Exempel på tillfälliga utställningar de senaste åren i museet är Kom igen! Idrott för alla, Att tvätta sin smutsiga byk och Sport och Sàpmi.

## Konsthall 16
Sedan 2019 inrymmer Riksidrottsmuseum Konsthall 16, Sveriges första konsthall där konst och idrott möts. Konsthallen är en del av ett samarbete mellan Riksidrottsmuseum och Tore A Jonassons stiftelse. Stiftelsen grundades 2013 av Tore A Jonasson (1916–2015) och har som syfte att presentera tillfälliga utställningar med samtidskonst, att visa ett urval verk ur Tore A Jonassons samling samt att årligen förvärva idrottsrelaterad konst och utdela ett antal stipendier till konstnärer och idrottsverksamma. Konsthallen öppnade i februari 2019. 
Tore A Jonanssons stiftelse delar 2023 ut miljoner i stipendier. 

## Utställningar

Salar
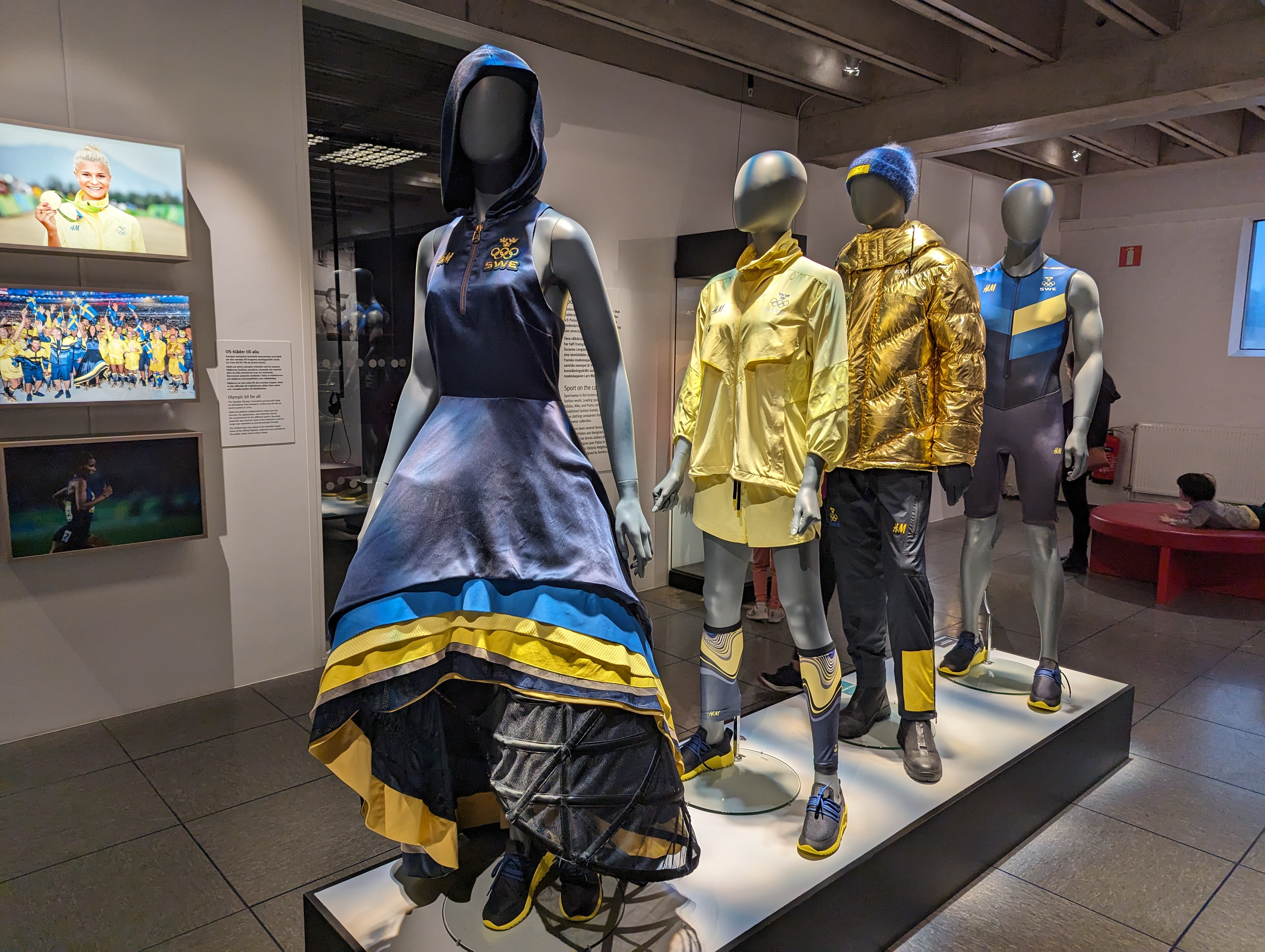
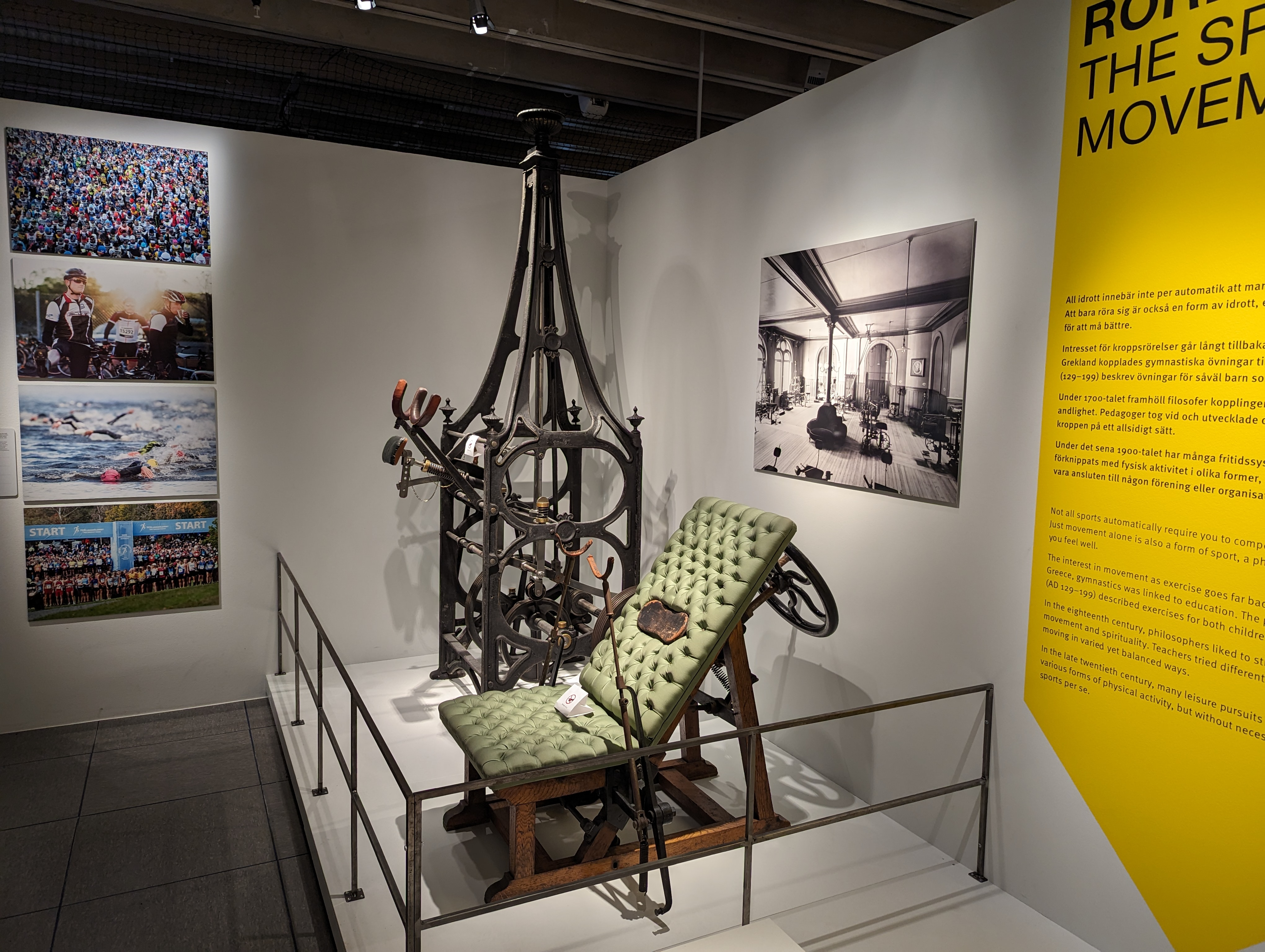
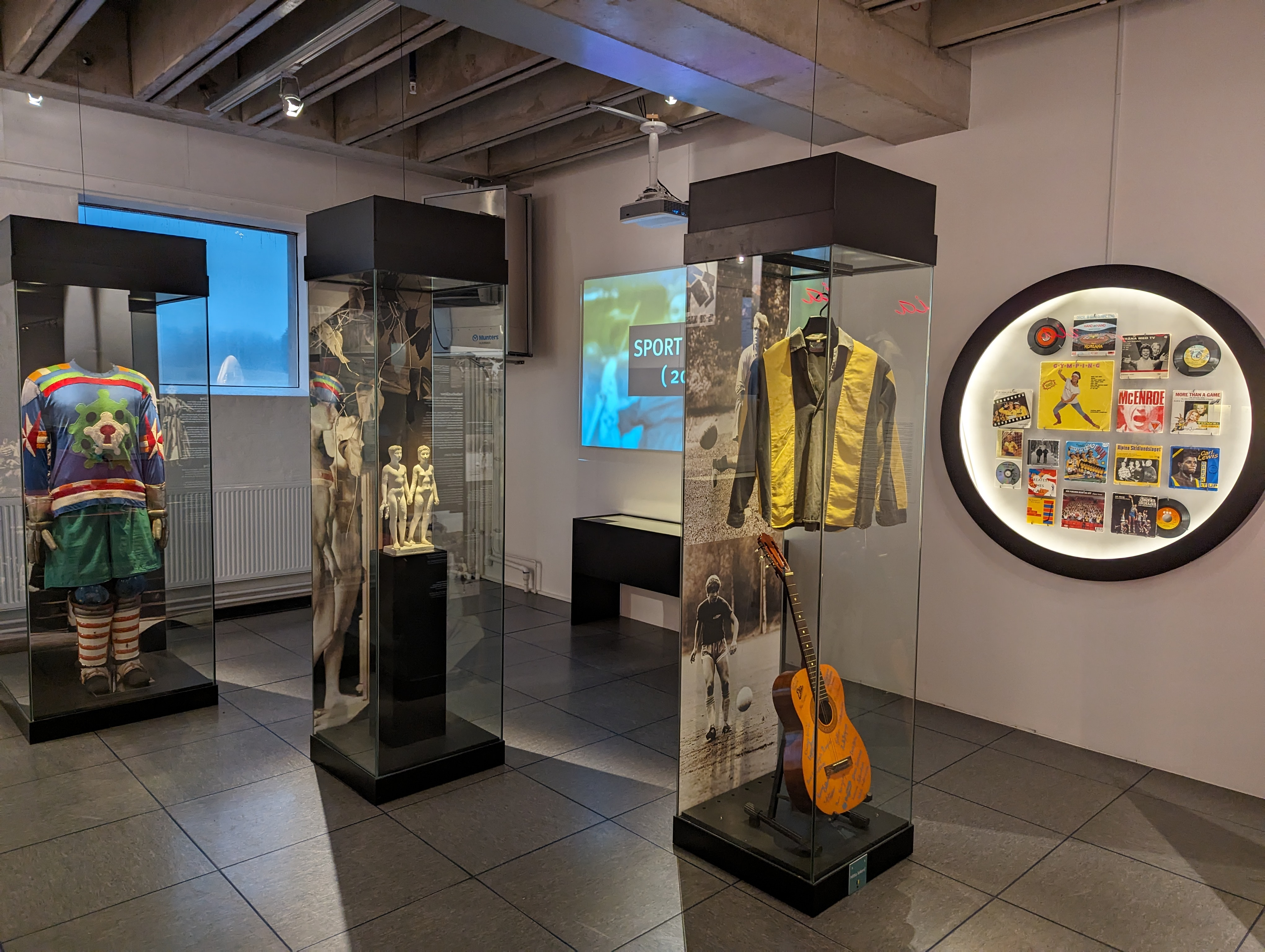
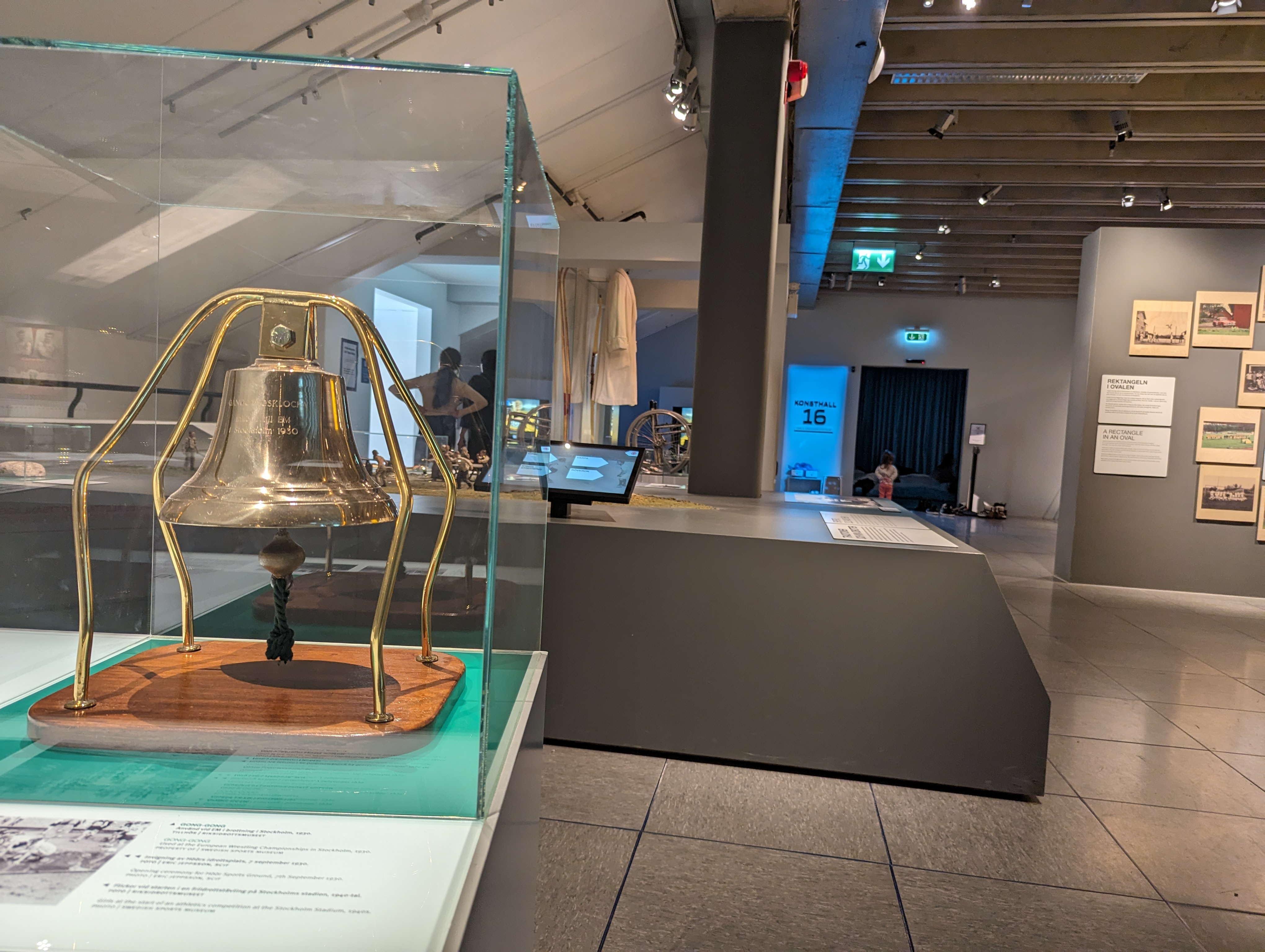

Utställda föremål
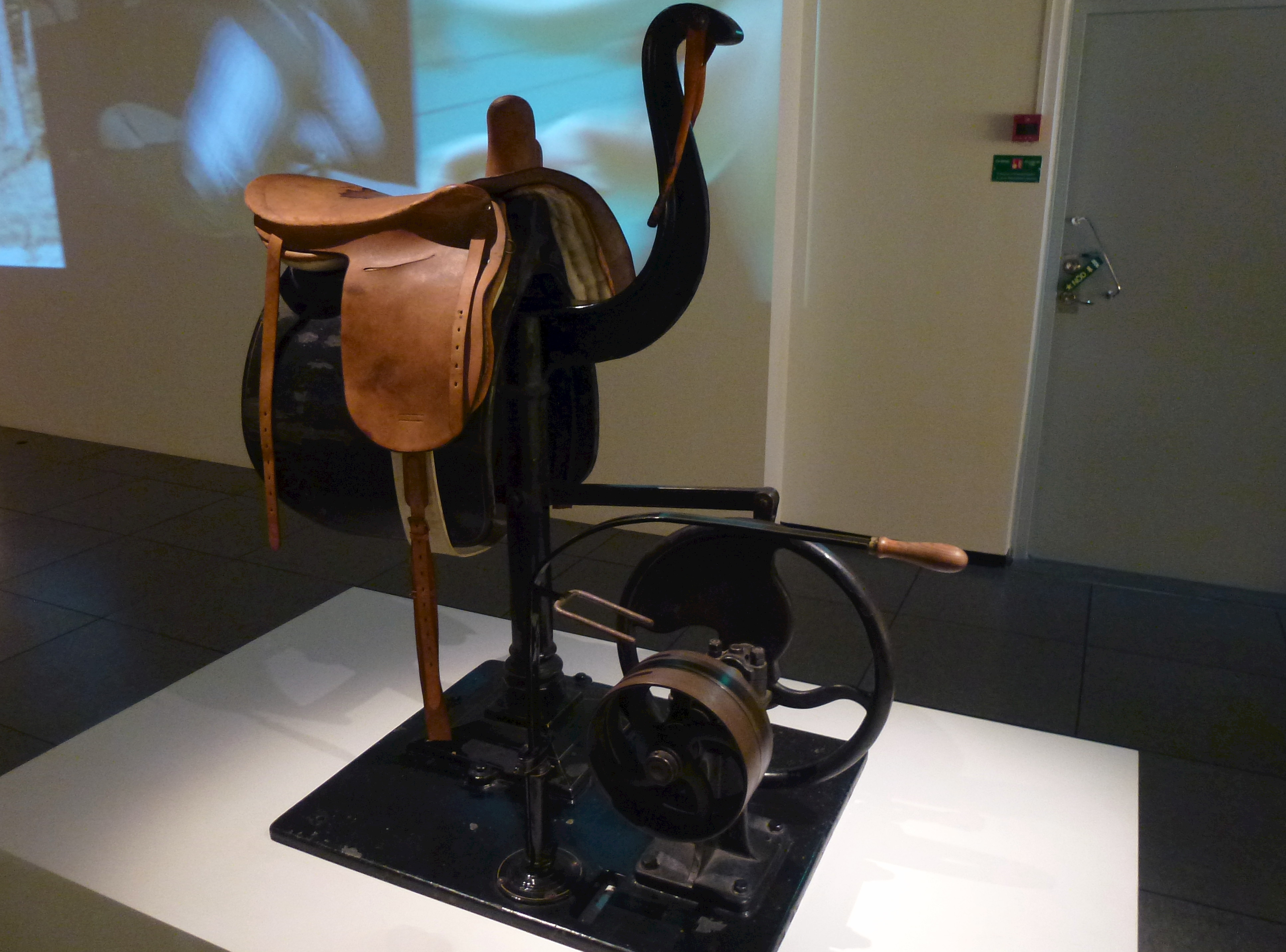
Gustaf Zanders ridapparat med damsadel
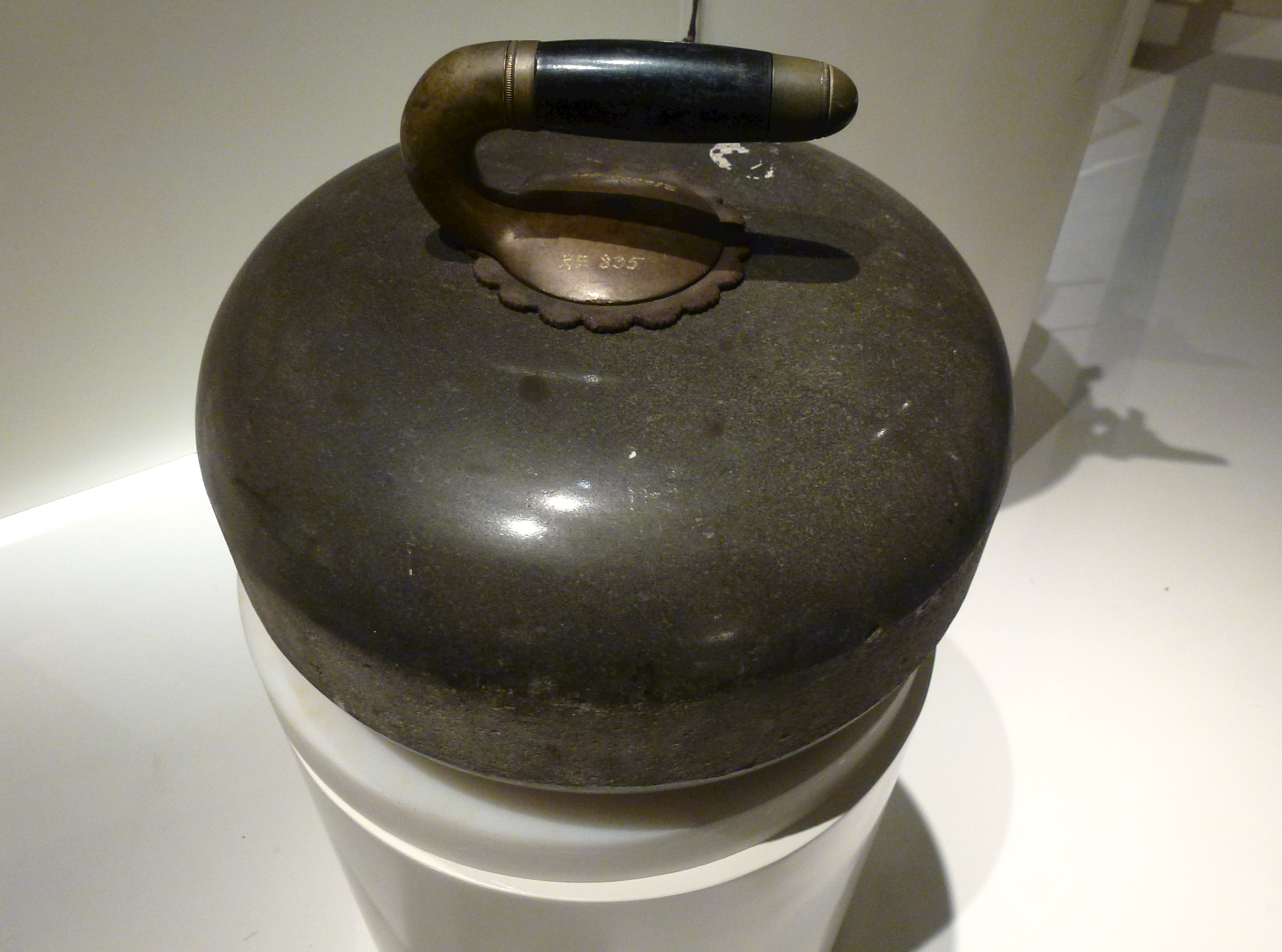
Kronprins Gustav Adolfs curlingsten
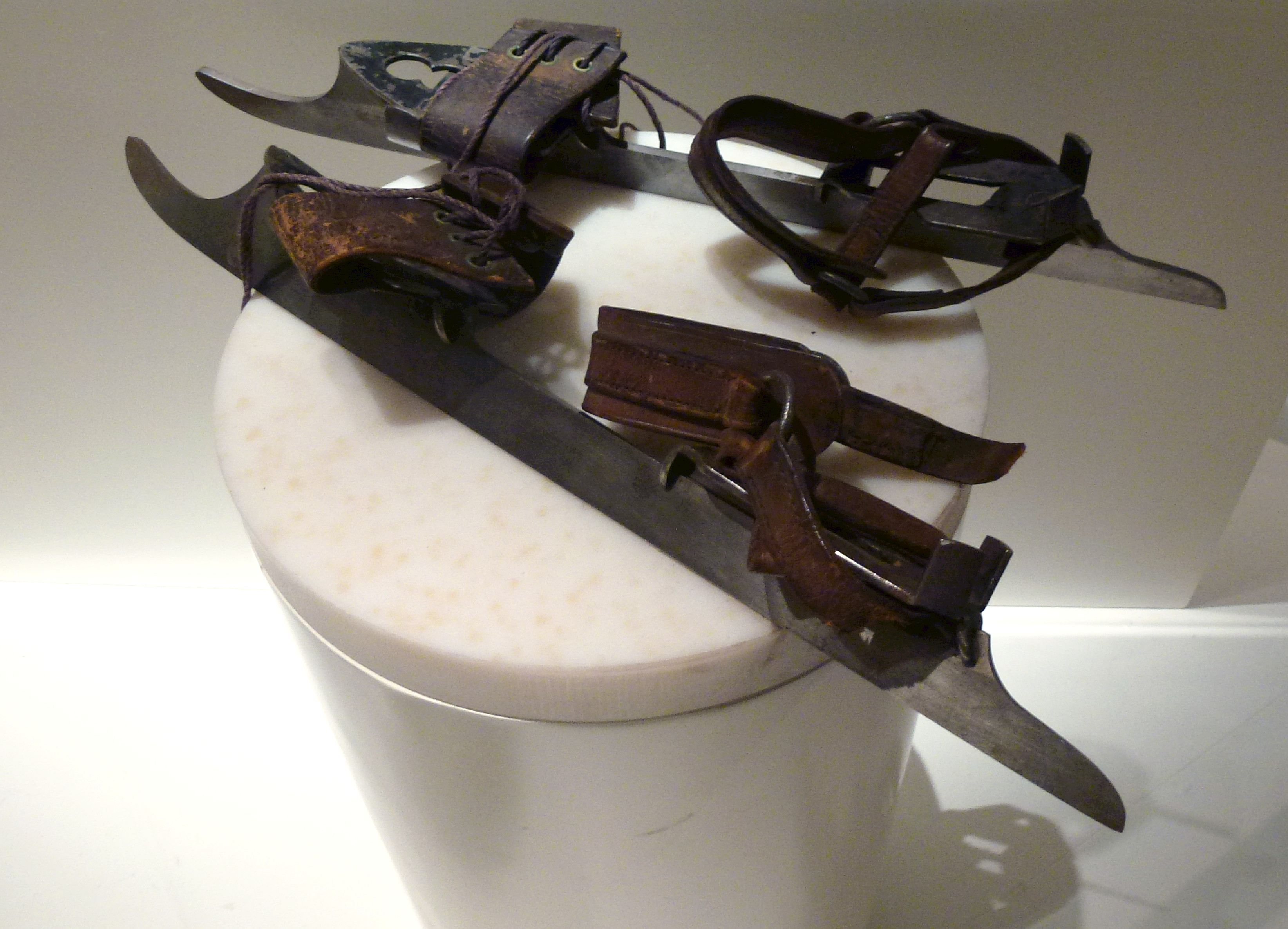
Prins Eugens skridskor
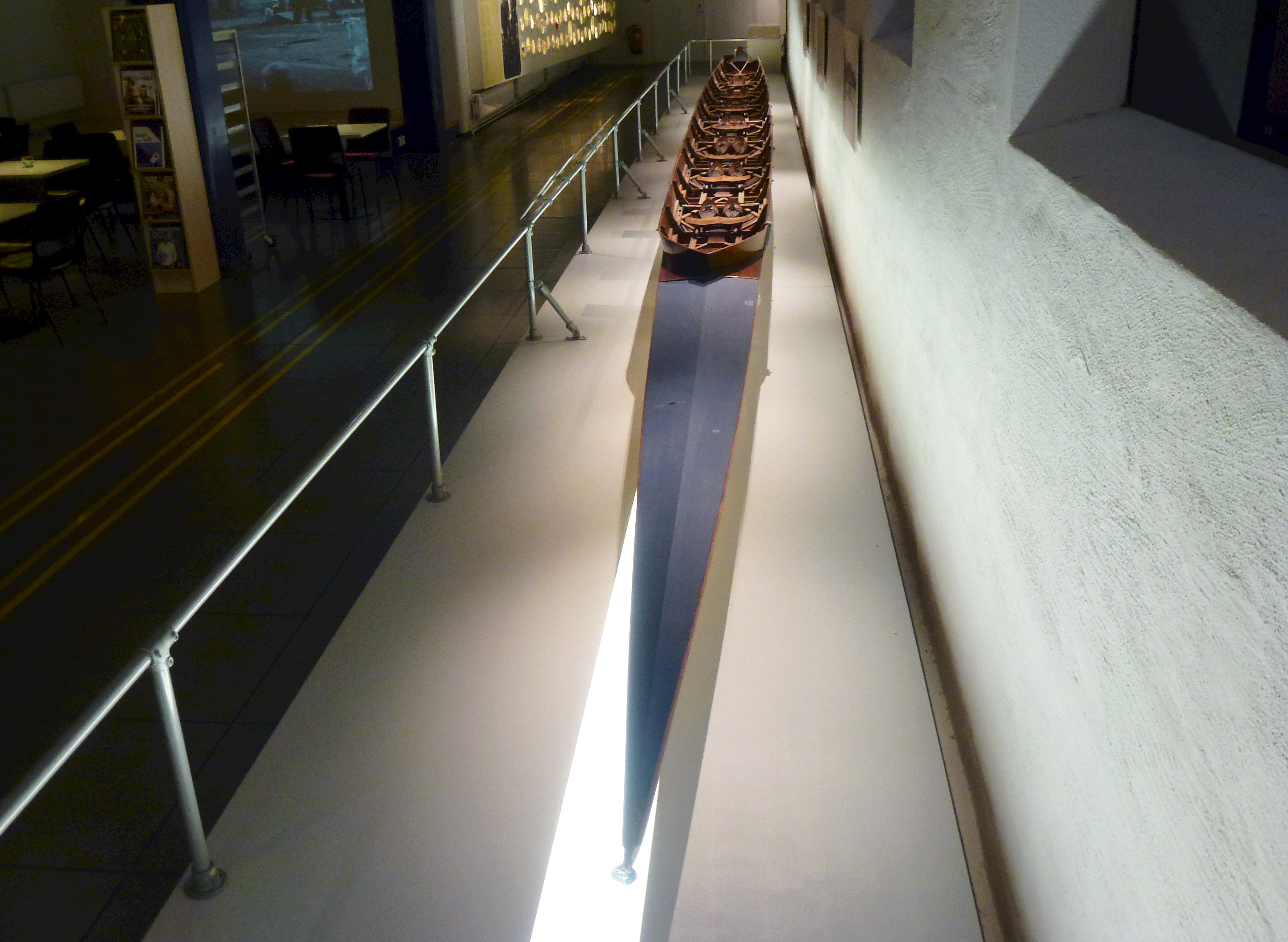
Vinnarbåten vid Sommarolympiaden i Stockholm 1912